# Filip Memches
Filip Memches (ur. 26 października 1969 w Leningradzie) – polski publicysta, dziennikarz, eseista.

## Życiorys
Jest absolwentem psychologii na Akademii Teologii Katolickiej w Warszawie.
Publikował artykuły, eseje, wywiady na łamach prasy codziennej, m.in.: „Dziennika”, „Życia”, tygodników opinii, m.in.: „Gazety Polskiej”, „Newsweek Polska”, „Nowego Państwa”, „Tygodnika Powszechnego” oraz periodyków, m.in.: „Arcanów”, „Aspen Review Central Europe”, „brulionu”, „Christianitas”, „Nowych Mediów”, „Obywatela”, „Stańczyka”, „Teologii Politycznej”, „W drodze”.
W latach 1999–2007 był członkiem redakcji kwartalnika „Fronda”. W 2007 był współzałożycielem czasopisma „44 / Czterdzieści i Cztery”.
W latach 2005–2010 współpracował z „Europą” – cotygodniowym dodatkiem do „Faktu”, potem do „Dziennika”, a następnie comiesięcznym dodatkiem do „Newsweek Polska”. Na łamach tego magazynu ukazały się jego wywiady z intelektualistami rosyjskimi, m.in.: Aleksandrem Zinowiewem, Władimirem Bukowskim, Glebem Pawłowskim, Aleksandrem Duginem, Władimirem Sorokinem.
W 2010 był redaktorem i komentatorem serwisu Kresy.pl, a w latach 2011–2012 współpracownikiem tygodnika „Uważam Rze” i portalu Rebelya.pl.
W latach 2012–2017 był sekretarzem działu Opinie „Rzeczpospolitej” – z którą wcześniej współpracował już jako publicysta – oraz członkiem redakcji jej sobotnio-niedzielnego dodatku „Plus Minus”. Odszedł ze stanowiska wraz z Dominikiem Zdortem, Beatą Zubowicz, Wojciechem Stanisławskim i Robertem Mazurkiem, po tym, jak „Rzeczpospolita” zerwała współpracę z rysownikiem Andrzejem Krauzem.
W 2017 został publicystą Polskiego Radia 24, lecz kilka miesięcy później stracił tam zatrudnienie z powodu przeprowadzenia wywiadu z Janem Hartmanem. Po protestach środowiska dziennikarskiego został przywrócony do pracy w tej rozgłośni. W tym samym roku podjął współpracę jako publicysta z „Do Rzeczy”, „Nową Konfederacją” i magazynem internetowym tygodnik.tvp.pl (w tym ostatnim także jako redaktor).
W latach 2018-2020 kierownikiem redakcji literatury i publicystyki TVP Kultura, a w latach 2020–2024 – kierownikiem Działu Kreacji Publicystyki Społecznej i Historycznej Centrum Kultury i Historii TVP.
W 2024 został członkiem redakcji „Do Rzeczy”.
Jest autorem książek: Słudzy i wrogowie imperium. Rosyjskie rozmowy o końcu historii (Arcana, Kraków 2009), zawierającej wybór rozmów z „Europy”, oraz Ekonomia w judaizmie (MDI Books, Warszawa 2011), wywiadu-rzeki z rabinem Szalomem Berem Stamblerem.
Przełożył na język polski rozprawę Władimira Sołowjowa Rosyjska idea – ukazała się w książce Zaślubiny Wschodu z Zachodem (Biblioteka „Frondy”, Warszawa 2007).
Opracował wybór publicystyki Alaina Besançona Świadek wieku (2 tomy, Biblioteka „Frondy”, Warszawa 2006).
Był scenarzystą programu publicystycznego Koniec końców (TVP1), prowadzonego przez Pawła Kukiza i Marka Horodniczego. Współpracował przy realizacji filmów dokumentalnych (m.in. Prorok z Wilna, Ponary, Polski islam w reżyserii Grzegorza Górnego) i programów telewizyjnych dla TVP, TV Puls i Telewizji Polsat.
Pracował też jako copywriter w agencji reklamowej i pracownik Biura Prasowego Ministerstwa Kultury i Dziedzictwa Narodowego.
Był współautorem koncepcji serwisu Muzeum Powstania Warszawskiego – 1944.pl oraz autorem kilku wierszy i (pod pseudonimem) prozy political fiction. Prowadził blogi w salon24.pl i we wPolityce.pl. Jest członkiem Stowarzyszenia Dziennikarzy Polskich.
Jego teksty ukazywały się też po angielsku, czesku, rosyjsku i ukraińsku.
Jest prototypem postaci Filipa M., która pojawia się w powieści Cezarego Michalskiego Jezioro radykałów. Pod własnym imieniem i nazwiskiem występuje (wraz z żoną Zofią) w wierszu Wojciecha Wencla Koniec wakacji (z poematu Imago Mundi).
Laureat Nagrody im. Krzysztofa Dzierżawskiego za rok 2016, przyznawanej przez Centrum im. Adama Smitha oraz wyróżnienia SDP (Nagroda im. Krystyny Grzybowskiej) za rok 2020.
W 2025 został odznaczony Złotym Krzyżem Zasługi.

## Publikacje
- Alain Besançon, Świadek wieku. Wybór publicystyki z pierwszego i drugiego obiegu, t. 1–2, zebrał i opracował Filip Memches, Warszawa: Fronda 2006.
- Słudzy i wrogowie imperium. Rosyjskie rozmowy o końcu historii, Kraków: Wydawnictwo Arcana 2009.
- (współautor), Ekonomia w judaizmie. Z rabinem Szalomem Berem Stamblerem rozmawia Filip Memches, Warszawa: MDI Books 2011.